# Pohár ČMFS 2009-2010
La Coppa della Repubblica Ceca 2009-2010 di calcio (in ceco Pohár ČMFS) è la 17ª edizione del torneo. È iniziata il 19 luglio 2009 e si concluderà il 18 maggio 2010. Il Teplice è la squadra detentrice della coppa.

## Turno preliminare
Hanno partecipato a questo turno 28 squadre di 4. liga e dei campionati regionali.
| Squadra 1                 | Risultato | Squadra 2         |
| ------------------------- | --------- | ----------------- |
| Radotín                   | 3 - 2     | Hořovicko         |
| Dobrovice                 | 0 - 1     | Český Dub         |
| Rudolfov                  | 0 - 2     | Třeboň            |
| Chrást                    | 1 – 2     | Jiskra Domažlice  |
| Citice                    | 1 – 6     | Tachov            |
| SIAD Souš                 | 1 – 4     | Sokol Brozany     |
| Pěnčín u Jablonce         | 0 - 2     | Nová Paka         |
| Nový Jičín                | 2 - 0     | Převýšov          |
| Pardubice                 | 0 – 4     | Sokol Živanice    |
| Židenice                  | 2 – 0     | Rosice            |
| Slovácká Sparta Spytihněv | 1 – 0     | Uherský Brod      |
| Pelhřimov                 | 0 – 2     | Velké Meziříčí    |
| Čeladná                   | 1 – 2     | Valašské Meziříčí |

## Primo turno
Hanno partecipato a questo turno le squadre di Druhá liga, Česka fotbalová liga, Moravskoslezská fotbalová liga, 4. liga e le vincenti del turno preliminare.
| Squadra 1                 | Risultato         | Squadra 2             |
| ------------------------- | ----------------- | --------------------- |
| Radotín                   | 0 – 10            | Dukla Praga           |
| Přední Kopanina           | 2 – 3             | Králův Dvůr           |
| Český Dub                 | 1 – 4             | Hlavice               |
| Řevnice                   | 1 – 0             | Slavoj Vyšehrad       |
| Třeboň                    | 0 – 2             | Písek                 |
| Tatran Prachatice         | 0 – 2             | Sezimovo Ústí         |
| Jiskra Domažlice          | 3 – 4             | Hradec Králové        |
| Vilémov                   | 0 – 3             | Varnsdorf             |
| Tachov                    | 3 – 3 (8 – 7 dtr) | Senco Doubravka       |
| Strakonice                | 0 – 3             | Viktoria Žižkov       |
| Sokol Brozany             | 1 – 2             | Baník Sokolov         |
| Kunice                    | 3 – 1             | Zenit Čáslav          |
| Nová Paka                 | 0 – 2             | Náchod-Deštné         |
| Pěnčín-Turnov             | 1 – 1 (4 – 3 dtr) | Nový Bydžov           |
| Nový Jičín                | 3 – 6             | Dvůr Králové          |
| Jiskra Ústí nad Orlicí    | 5 – 1             | Pardubice             |
| Sokol Živanice            | 0 – 0 (7 – 6 dtr) | OEZ Letohrad          |
| Union Čelákovice          | 2 – 1             | Loko Vltavín          |
| Meteor Praga VIII         | 2 – 0             | Rakovník              |
| Český Brod                | 1 – 6             | Sokol Ovčáry          |
| Admira Praga              | 3 – 1             | Velim                 |
| Marila Votice             | 0 – 0 (1 – 4 dtr) | Graffin Vlašim        |
| Řezuz Děčín               | 0 – 1             | Arsenal Česká Lípa    |
| Chomutov                  | 1 – 2             | Baník Most            |
| Litvínov                  | 1 – 6             | Ústí nad Labem        |
| Chrudim                   | 0 – 5             | Hradec Králové        |
| Velké Meziříčí            | 0 – 2             | Vysočina Jihlava      |
| Třebíč                    | 4 – 2             | Žďas Žďár nad Sázavou |
| Rousínov                  | 1 – 0             | Dosta Bystrc          |
| Vyškov                    | 0 – 3             | Líšeň                 |
| Šardice                   | 0 – 0 (2 – 3 dtr) | Znojmo                |
| Boskovice                 | 1 - 1 (2 - 4 dtr) | Protivanov            |
| Viktoria Otrokovice       | 0 – 5             | Tescoma Zlín          |
| Blansko                   | 1 - 2             | Breclav               |
| Hranice                   | 1 – 5             | 1. HFK Olomouc        |
| Židenice                  | 2 – 1             | Konice                |
| Mikulovice                | 0 – 3             | Zábřeh                |
| Bludov                    | 0 – 9             | Uničov                |
| Velké Losiny              | 1 – 5             | Hlučín                |
| Slovácká Sparta Spytihněv | 2 – 2 (3 – 4 dtr) | Hanácká               |
| Napajedla                 | 0 – 3             | Mutěnice              |
| Rýmařov                   | 1 – 4             | Frýdek-Místek         |
| Dolní Benešov             | 0 – 3             | Opava                 |
| Valašské Meziříčí         | 2 - 1             | Havířov               |
| Šumperk                   | 0 – 0 (4 – 5 dtr) | Vítkovice             |
| Broumov                   | 2 – 1             | Slavičín              |
| Orlová                    | 0 – 1             | Fotbal Třinec         |
| Poruba                    | 0 – 5             | Karviná               |

## Secondo turno
Partecipano a questo turno le squadre di 1. liga e le vincenti del primo turno.
| Squadra 1              | Risultato           | Squadra 2          |
| ---------------------- | ------------------- | ------------------ |
| Arsenal Česká Lípa     | 2 – 4               | Slavia Praga       |
| Tachov                 | 1 – 1 (15 - 16 dtr) | Karlovy Vary       |
| Třebíč                 | 2 – 2 (4 – 1 dtr)   | Slovácko           |
| Znojmo                 | 2 – 0               | Vysočina Jihlava   |
| Řevnice                | 2 – 4 (3 – 2 dtr)   | Písek              |
| Sezimovo Ústí          | 0 – 2               | Dyn. Č. Budějovice |
| Viktoria Žižkov        | 2 - 1               | Baník Sokolov      |
| Meteor Praga VIII      | 1 - 1 (2 – 4 dtr)   | Příbram            |
| Pěnčín-Turnov          | 0 – 2               | Varnsdorf          |
| Graffin Vlašim         | 1 – 3               | Viktoria Plzeň     |
| Králův Dvůr            | 0 – 0 (1 – 4 dtr)   | Dukla Praga        |
| Union Čelákovice       | 1 – 4               | Bohemians Praga    |
| Admira Praga           | 0 – 3               | Hradec Králové     |
| Dvůr Králové           | 2 – 7               | Slovan Liberec     |
| Rousínov               | 0 – 3               | Tescoma Zlín       |
| Líšeň                  | 1 – 3               | Sigma Olomouc      |
| Protivanov             | 1 – 1 (6 – 5 dtr)   | Uničov             |
| Baník Most             | 1 – 1 (6 – 7 dtr)   | Kladno             |
| Židenice               | 1 – 1 (5 – 6 dtr)   | Breclav            |
| Ústí nad Labem         | 1 – 4               | Teplice            |
| Zábřeh                 | 1 – 2               | Hlučín             |
| Hanácká                | 0 – 3               | Baník Ostrava      |
| Mutěnice               | 0 – 2               | Opava              |
| Sokol Živanice         | 1 – 0               | Mladá Boleslav     |
| Valašské Meziříčí      | 0 – 2               | Vítkovice          |
| Frýdek-Místek          | 1 – 2               | Zbrojovka Brno     |
| 1. HFK Olomouc         | 1 – 4               | Karviná            |
| Sokol Ovčáry           | 2 – 2 (3 – 4 dtr)   | Bohemians 1905     |
| Broumov                | 0 – 5               | Fotbal Třinec      |
| Kunice                 | 1 – 3               | Náchod-Deštné      |
| Jiskra Ústí nad Orlicí | 0 – 4               | Sparta Praga       |

## Terzo turno
| Squadra 1       | Risultato         | Squadra 2          |
| --------------- | ----------------- | ------------------ |
| Karlovy Vary    | 1 – 1 (4 - 5 dtr) | Slavia Praga       |
| Třebíč          | 0 – 1             | Znojmo             |
| Písek           | 1 – 1 (1 - 4 dtr) | Jablonec           |
| Viktoria Žižkov | 0 – 1             | Dyn. Č. Budějovice |
| Varnsdorf       | 0 – 1             | Příbram            |
| Dukla Praga     | 1 – 4             | Viktoria Plzeň     |
| Hradec Králové  | 2 – 1             | Bohemians Praga    |
| Tescoma Zlín    | 1 – 1 (1 - 3 dtr) | Slovan Liberec     |
| Protivanov      | 0 – 5             | Sigma Olomouc      |
| Breclav         | 0 – 1             | Kladno             |
| Hlučín          | 1 – 3             | Teplice            |
| Opava           | 1 – 1 (3 - 5 dtr) | Baník Ostrava      |
| Sokol Živanice  | 1 – 0             | Vítkovice          |
| Karviná         | 1 – 1 (5 - 4 dtr) | Zbrojovka Brno     |
| Fotbal Třinec   | 0 – 1             | Bohemians 1905     |
| Náchod-Deštné   | 0 – 6             | Sparta Praga       |

## Ottavi di finale
Le partite di andata si giocano il 7 ottobre e quelle di ritorno si giocano il 28 ottobre 2009.
| Squadra 1          | Totale | Squadra 2      | Andata | Ritorno |
| ------------------ | ------ | -------------- | ------ | ------- |
| Dyn. Č. Budějovice | 0 – 6  | Sparta Praga   | 0 – 5  | 0 – 1   |
| Znojmo             | 1 – 3  | Sigma Olomouc  | 1 – 3  | 0 – 0   |
| Příbram            | 2 – 0  | Baník Ostrava  | 2 – 0  | 0 – 0   |
| Sokol Živanice     | 4 – 11 | Jablonec       | 3 – 6  | 1 – 5   |
| Hradec Králové     | 2 – 4  | Teplice        | 1 – 2  | 1 – 2   |
| Bohemians 1905     | 2 - 3  | Slovan Liberec | 1 – 2  | 1 – 1   |
| Kladno             | 1 – 4  | Viktoria Plzeň | 0 – 3  | 1 – 1   |
| Karviná            | 1 –2   | Slavia Praga   | 1 – 0  | 0 – 2   |

## Quarti di finale
Le partite di andata si giocano il 31 marzo e quelle di ritorno si giocano il 7 aprile 2010.
| Squadra 1      | Totale | Squadra 2     | Andata | Ritorno |
| -------------- | ------ | ------------- | ------ | ------- |
| Slavia Praga   | 2 - 0  | Sparta Praga  | 1 - 0  | 1 - 0   |
| Teplice        | 1 - 3  | Jablonec      | 1 - 3  | 0 - 0   |
| Slovan Liberec | 0 - 3  | Sigma Olomouc | 0 - 2  | 0 - 1   |
| Viktoria Plzeň | 2 - 1  | Příbram       | 1 - 0  | 1 - 1   |

## Semifinali
Le partite di andata si giocano il 20 aprile e quelle di ritorno si giocano il 28 aprile 2010.
| Squadra 1      | Totale      | Squadra 2     | Andata | Ritorno |
| -------------- | ----------- | ------------- | ------ | ------- |
| Jablonec       | 2 - 2 (gfc) | Slavia Praga  | 1 - 0  | 1 - 2   |
| Viktoria Plzeň | 5 - 3       | Sigma Olomouc | 2 - 2  | 3 - 1   |

## Finale
| Arbitro: | Jílek |

|            |           |                         |
| Lafata 60’ | Marcatori | 2’ Petržela 68’ Bystroň |

| Jablonec | Viktoria Plzeň |

### Formazioni
| Jablonec (4-4-2)   |    |                 |     |     |
|                    |    |                 |     |     |
| POR                | 1  | Michal Špit     |     |     |
| TD                 | 5  | Petr Zábojník   | 90’ |     |
| DC                 | 24 | Petr Pavlík     | 34’ |     |
| DC                 | 25 | Pavel Drsek     |     |     |
| TS                 | 10 | Tomáš Jablonský |     |     |
| ED                 | 22 | Marek Jarolím   |     |     |
| CEN                | 13 | Pavel Eliáš (C) | 73’ | 75’ |
| CEN                | 15 | Luboš Loučka    |     |     |
| ES                 | 16 | Jan Kovařík     |     |     |
| ATT                | 11 | Tomáš Pekhart   |     |     |
| ATT                | 21 | David Lafata    | 60’ | 75’ |
| A disposizione:    |    |                 |     |     |
| ATT                | 17 | Jan Vošahlík    | 75’ |     |
| Allenatore:        |    |                 |     |     |
| František Komňacký |    |                 |     |     |

| Viktoria Plzeň (4-3-3) |    |                    |     |     |
|                        |    |                    |     |     |
| POR                    | 25 | Michal Daněk       |     |     |
| TD                     | 27 | František Rajtoral |     |     |
| DC                     | 21 | Jakub Navrátil     |     |     |
| DC                     | 18 | David Bystroň      |     |     |
| TS                     | 8  | David Limberský    | 23’ |     |
| CEN                    | 4  | Tomáš Rada         | 31’ |     |
| CEN                    | 26 | Daniel Kolář       | 70’ | 83’ |
| CEN                    | 10 | Pavel Horváth (C)  |     |     |
| AD                     | 11 | Milan Petržela     | 89’ |     |
| AS                     | 17 | Jan Rezek          |     |     |
| ATT                    | 7  | David Střihavka    | 90’ |     |
| A disposizione         |    |                    |     |     |
| ATT                    | 23 | Marek Bakoš        | 83’ |     |
| CEN                    | 24 | Filip Rýdel        | 89’ |     |
| DC                     | 15 | František Ševinský | 90’ |     |
| Allenatore:            |    |                    |     |     |
| Pavel Vrba             |    |                    |     |     |